# الهروج للعمليات النفطية
شركة الهروج للعمليات النفطية المحدودة (فيبا سابقًا) يرجع تاريخ إنشاءها إلى سنة 1955، وقد بدأت العمل تحت اسم «موبيل ليبيا للنفط المحدودة»، حيث باشرت عملياتها الاستكشافية في ليبيا، ونظراً للإستثمارات الضخمة في هذه التقنية، فقد قامت شركة موبيل للنفض بتوقيع عقد مع الشركة الألمانية «جيلسينبيرغ- Gelesenburg» للنفط (شركة فيبا للنفط والغاز) لتشاركها في حقوقها الإنتاجية.

## عنها
شركة الهروج للعمليات النفطية هي شركة ليبية تابعة للمؤسسة الوطنية للنفط وتعمل على استكشاف وإنتاج النفط في عدد ثمانية عقود امتياز، يقع معظمها على اليابسة في منطقة حوض سرت (الجيولوجي)، ويزيد- حالياً - إنتاج هذه الشركة المشتركة من العمليات المُجمعة على (20) عشرين حقلاً نفطياً. ويبلغ مجموع إنتاج النفط من هذه الحقول أكثر من 100 مائة ألف برميل يومياً من النفط، ويقوم الميناء النفطي في رأس الأنوف بخدمة متوسطها خمس عشرة (15) ناقلة نفط في الشهر، وبمناولة ما يزيد على (480) أربعمائة وثمانين ألف برميل يومياً من النفط.
وتقوم شركة الهروج للنفط بتشغيل ما يزيد على (1600) مستخدم، موزعين عبر مكاتبها في كل من طرابلس وبنغازي، والحقول النفطية، مثل حقل آمال، وحقل الغاني، وحقل الجفرة، وحقل تيبستي، وحقل الناقة، والميناء النفطي بمنطقة رأس الأنوف، وقد تم استخراج ما مجموعه (698) مليون برميل من النفط ما بين الأعوام 1981 و 2004. ولم يكن بالإمكان القيام بذلك دون الاكتشافات الجديدة في الحقول، والتجديد الشامل لكافة مرافق الإنتاج الواقعة ضمن مناطق حقوق الامتياز.